# Togaphora hokuryonis
Togaphora hokuryonis är en insektsart som beskrevs av Matsumura 1940. Togaphora hokuryonis ingår i släktet Togaphora och familjen Dictyopharidae. Inga underarter finns listade i Catalogue of Life.